# Pochote
Pochote är en ort i Mexiko.   Den ligger i kommunen Técpan de Galeana och delstaten Guerrero, i den södra delen av landet, 290 km sydväst om huvudstaden Mexico City. Pochote ligger 257 meter över havet och antalet invånare är 112.
Terrängen runt Pochote är kuperad åt sydväst, men åt nordost är den bergig. Runt Pochote är det ganska glesbefolkat, med 22 invånare per kvadratkilometer. Närmaste större samhälle är San Luis de La Loma, 12,1 km sydväst om Pochote. I omgivningarna runt Pochote växer huvudsakligen savannskog.